# 安楽椅子探偵
安楽椅子探偵（あんらくいすたんてい、アームチェア・ディテクティブ、Armchair Detective）とは、ミステリ用語。現場に赴くなどして自ら能動的に情報を収集することはせずに、室内にいたままで、来訪者や新聞記事などから与えられた情報のみを頼りに事件を推理する探偵、あるいはそのような趣旨の作品を指す。狭義では、その語の通り、安楽椅子に腰をおろしたままで事件の謎を解く者を指すが、実際にはもっと広く曖昧な範囲を含む。

## 概要

### 安楽椅子探偵の定義
バロネス・オルツィの『隅の老人』シリーズ(1901年〜)がその先駆けと言われている。（ただし、後述の理由により厳密な定義からは外れているという見方もある）
一般に「安楽椅子」の語は、現場へ出向くことはなく、もたらされた情報や証拠を用いて推理する、という意味合いであり、書斎の安楽椅子に深々と埋まりパイプをくゆらせながら推理を巡らすというステレオタイプの作品も存在するが、実際に安楽椅子に座っていなくても、寝たきり（寝たきり探偵、ベッド・ディテクティヴ）、引きこもり、出不精などの理由で行動が制限されている作品も含まれる。
捜査自体は警察や助手などに任せることが多くて、シリーズを通して自身が犯行現場に出向くことが少ない。物語のクライマックスの「犯人当て」の時だけ現場に赴き、それまでの推理はすべて自室で行う場合などにも「安楽椅子探偵」と呼ばれる。
コナン・ドイルのシャーロック・ホームズシリーズ『ギリシャ語通訳』(1893年)で、シャーロック・ホームズが兄マイクロフト・ホームズを評した「もし探偵の仕事が安楽椅子で推理する事に終始するならば、彼は今までで最も偉大な探偵だったろう(If the art of the detective began and ended in reasoning from an arm-chair, my brother would be the greatest criminal agent that ever lived. )」に由来する。

### 安楽椅子探偵形式の特徴
読者と探偵を平等な条件に置ける
安楽椅子探偵形式の特徴は、読者と探偵を平等な条件に置ける事である。通常の小説の形式において、作者は読者に与える情報を恣意的に操作できる。探偵が現場を捜査する場面を描いても、探偵が得た情報を読者に対して伏せることも可能である。しかし、安楽椅子探偵物においては、推理に必要な手がかりは登場人物からの言語情報や新聞などの文字情報に限られるため、探偵が得ている情報すべてを読者にも等しく提供することができるのである。
原則として事件現場に向かわない
安楽椅子探偵は原則として事件現場に向かわないため、視覚的観点から現場の空間把握や新証拠発見可能性などが著しく減少することになり、通常の推理と比べ著しく不利な立場にある。警察・助手・知人友人などが、安楽椅子探偵に代わって調査を行う場合が多い。
推理を自らは立証しない
安楽椅子探偵の傾向として、自分の推理の正しさを自分から立証しようとしないという物があり、場合によっては探偵自身が「これはひとつの推論に過ぎない」などとして、真相はどうであったかは曖昧にしてしまうケースもままある。よって作品の出来映えには、論理的な破綻を読者に感じさせず、なおかつ予想外の驚きを与えるという相反する構成を要求される。

### 類型
シャーロック・ホームズのように、本来行動型の探偵が作品によって安楽椅子探偵を務めるということも少なくない。逆に、隅の老人のように、安楽椅子型の探偵に分類される探偵でも、自ら証拠集めのために外出することもある。また、ネロ・ウルフやリンカーン・ライムのように、当人は室内にいるが、部下に命令を下して捜査を指揮している人物もいる。実際にシリーズを通して主人公が安楽椅子探偵を貫徹している作品は少なく、安楽椅子探偵かどうかは、多分に読者の印象や、作者のプロットに影響される傾向がある。
なお、変り種として、安楽椅子そのものが探偵という作品もある（『安楽椅子探偵アーチー』、松尾由美）。

## 代表的な安楽椅子探偵

### 日本国外のミステリ小説
オーガスタス・S・F・X・ヴァン・ドゥーゼン
『思考機械』シリーズ（ジャック・フットレル）
ジェーン・マープル
『火曜クラブ』など(アガサ・クリスティ)
老給仕ヘンリー
「黒後家蜘蛛の会」シリーズ（アイザック・アシモフ）
隅の老人
「隅の老人」シリーズ（バロネス・オルツィ（＝オルツィ・エンムシュカ））
ネロ・ウルフ
『毒蛇』など（レックス・スタウト）
リンカーン・ライム
『ボーン・コレクター』など（ジェフリー・ディーヴァー）
ニッキイ・ウェルト教授
「九マイルは遠すぎる」(ハリイ・ケメルマン）
プリンス・ザレスキー
「プリンス・ザレスキー」シリーズ（マシュー・フィリップス・シール）

### 日本のミステリ小説
中村雅楽
「團十郎切腹事件」ほか（戸板康二）
三番館のバーテン
『三番館』シリーズ（鮎川哲也）
信一
『遠きに目ありて』（天藤真）
滝沢
『退職刑事』シリーズ（都筑道夫）
春桜亭円紫
『円紫さんと私』シリーズ（北村薫）
アーチー
『安楽椅子探偵アーチー』シリーズ（松尾由美）
影山
『謎解きはディナーのあとで』シリーズ（東川篤哉）
妙法寺の和尚
『Aサイズ殺人事件』（阿刀田高）
緋色冴子
『赤い博物館』（大山誠一郎）
安楽椅子（あんらくよりこ）
『純喫茶「一服堂」の四季』（東川篤哉）
安楽椅子（二代目）
『居酒屋「一服亭」の四季』（東川篤哉）
美谷時乃
『アリバイ崩し承ります 』（大山誠一郎）
高宮アスカ
『眠る邪馬台国』（平岡陽明）
三神宗一郎
『ゴミ箱診療科のミステリー・カルテ』（津田彷徨）

### ドラマ
安楽椅子探偵
『安楽椅子探偵 綾辻行人・有栖川有栖からの挑戦状』（TVドラマ）

### 漫画
燈馬想
『Q.E.D. 証明終了』（加藤元浩）